# Antonino De Leo

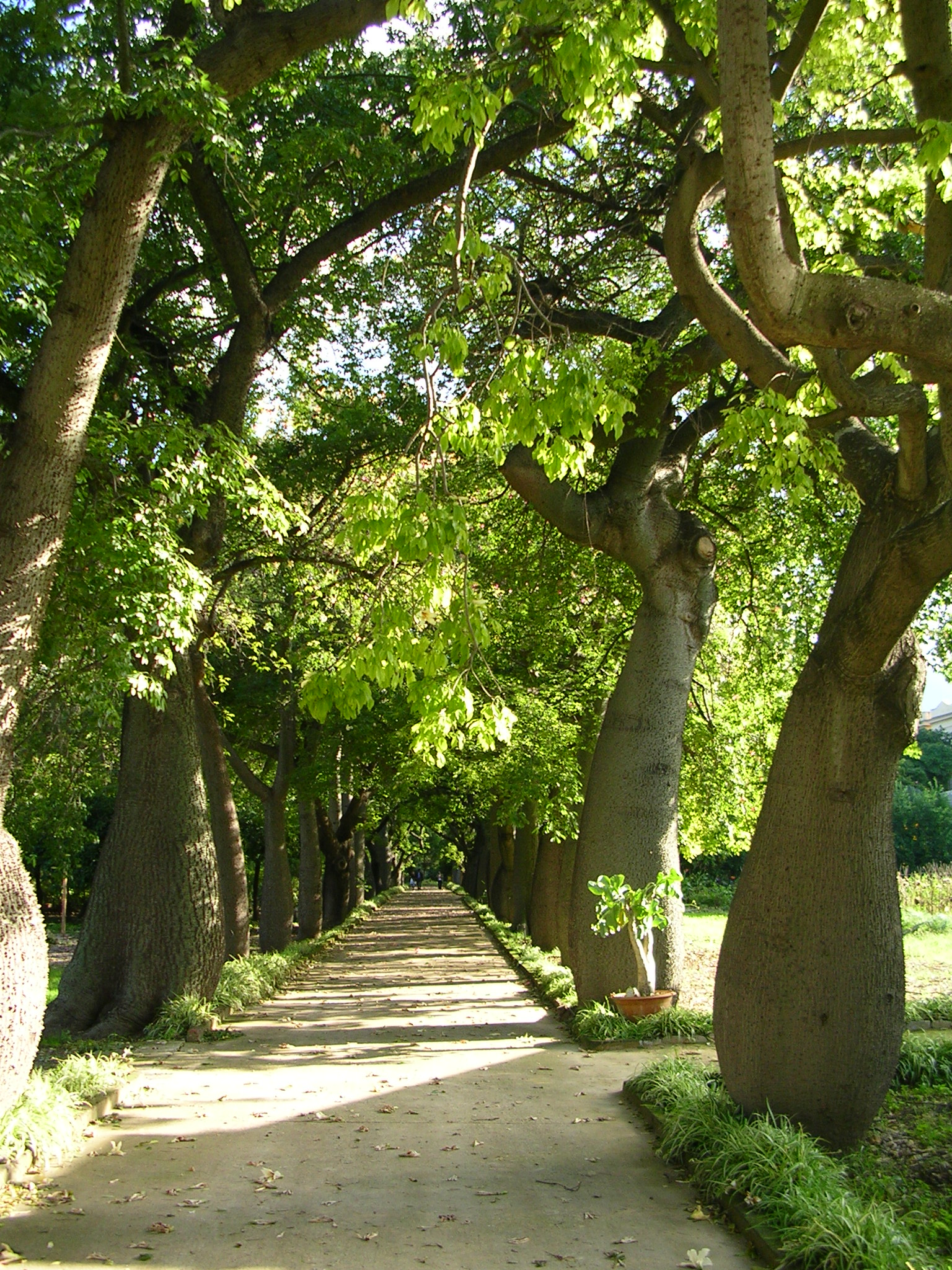
Il Viale Antonino De Leo o Viale delle Chorisie, Orto botanico di Palermo

Antonino De Leo (Acireale, 1º gennaio 1906 – Palermo, 28 dicembre 1971) è stato un botanico italiano, docente di botanica  e Direttore dell'Orto botanico dell'Università di Palermo.

## Biografia
Laureato in Chimica e Farmacia nel 1931 e successivamente in Scienze Naturali. Assistente di Scienze e Merceologia nell'Istituto Commerciale di Palermo nel 1931 e, con una borsa di studio, inizia l'attività di ricerca presso l'Istituto Botanico e annesso Giardino Coloniale di Palermo diretti dal prof. Luigi Montemartini. Nel 1937 è assistente volontario alla cattedra di Botanica della Facoltà di Scienze e nel 1939 viene nominato "vice-direttore incaricato" del Giardino Coloniale di Palermo. Per la profonda conoscenza della micologia nel 1940 riceve l'incarico ufficiale di micologo da parte dell'Ufficio di Igiene del Comune di Palermo; nel medesimo anno è delegato speciale per le malattie delle piante del Ministero della Pubblica Istruzione. 
Dallo scoppiare della seconda guerra mondiale, nel 1940, e fino alla sua fine in Sicilia, pur con oggettivi rischi personali, difficilmente si allontana dalle strutture dell'Orto, continuando la sua attività scientifica e didattica dedicandosi, particolarmente, a preservare dalla devastazione della guerra e dai danni dell'occupazione militare, l'Orto Botanico e le strumentazioni scientifiche allora presenti nell'Istituto di Botanica di Palermo. Si deve ai suoi tempestivi interventi la cura, durante il conflitto, del giardino e delle strutture annesse anche quando, supportato dalle autorità universitarie di allora, convince le Autorità militari alleate ad allontanare mezzi e truppe dall'Orto botanico al fine di evitare la distruzione di quanto era stato risparmiato dalla guerra. Nel 1942 vince il concorso nazionale per vice-direttore di ruolo del Giardino Coloniale di Palermo.
A dimostrazione del legame che egli aveva con le creature del giardino botanico, tra le quali era vissuto in quegli anni e che erano già divenute parte di sé stesso, trascorso il periodo bellico per circa dieci anni partecipa senza sosta a contrastare, per fortuna con successo, il progetto di costruzione di una grande arteria dedicata al traffico pesante della città; questa avrebbe dovuto attraversare longitudinalmente l'Orto botanico suddividendolo e privandolo di una gran parte con immaginabile grave mutilazione dell'inestimabile patrimonio naturale e scientifico raccolto dai tanti studiosi che nel tempo, con passione e sacrificio, si erano dedicati a incrementare e custodire le collezioni esistenti nel giardino.
Opera quotidianamente per organizzare e riorganizzare i servizi, ricostruire le serre danneggiate dalla guerra differenziandole nei contenuti (felci, orchidee, cactus, euforbie cactiformi, opunzie, aloe e succulente in genere) ma anche per farne costruire altre; ampliare il "Giardino d'Inverno" (serre e campi sperimentali per l'acclimatazione); ripristinare l' "Acquario" l'ampio vasca costituita da tre bacini circolari suddivisi in settori per le piante acquatiche e il circondante ambiente con bambù da costruzione; custodire, implementare esemplari, collezioni vegetali e sementi provenienti da tutto il mondo. Sotto la sua guida molti studiosi e operatori provvedono a studiare, classificare, piantumare spesso in piena terra, acclimatare vegetali vari (anche stelle alpine opportunamente ambientate e protette) ed essenze tropicali ed esotiche (tra queste alcune specie saponarie, il cotone, le ninfee e i fior di loto, i banani a produzione pregiata, la coffea arabica o pianta del caffè, la papaya, l'avocado, l'anona e la feijoa dai frutti profumatissimi, specie rare di Cycas, la mimosa pudica o sensitiva, il cipresso gaggia e le sequoie d'America, il kapoc o chorisia) da diffondere nei territori siciliani e del mezzogiorno d'Italia per motivazioni estetiche o agricole e industriali, senza trascurare di distribuire la vegetazione ottenuta o studiata in settori dell'Orto secondo la aggiornata tassonomia o scegliendo gli habitat e le esposizioni più adeguate per ottenere aspetti lussureggianti tipici dei luoghi di provenienza di ciascuna specie.
Nel 1956 consegue la libera docenza in agricoltura tropicale e sub-tropicale. Dal novembre 1967 è incaricato della cattedra di botanica della Facoltà di Scienze e quindi diviene Direttore dell'"Istituto e dell'Orto botanico di Palermo e Direttore dell'annesso Giardino Coloniale". Nel 1969, a seguito di concorso nazionale, divenuto "Professore Aggregato" di ruolo (al tempo omologo di professore Ordinario) per il "gruppo Botanica"  viene chiamato dalla Facoltà di Scienze a ricoprire la cattedra di botanica per il corso di laurea in scienze biologiche dell'Università di Palermo. Nel tempo, nel periodo 1955-1971, è stato docente nell'Università di Palermo di rrboristeria (Facoltà di Farmacia), agricoltura tropicale e sub-tropicale, botanica sistematica e botanica generale (Facoltà di Scienze - corsi di laurea in scienze naturali e in scienze biologiche; Facoltà di Agraria).
Ottenne il premio "Medaglia d'oro Luigi Montemartini" (1960); il premio dell'"Accademia Micologica di Francia"; fu socio della Società Botanica Nazionale, della Società Scienze Naturali ed Economiche e dell'Accademia Scienze Lettere ed Arti di Palermo. 
L'attività scientifica si estende dagli studi agronomici, della prima epoca, a quelli di differenti tematiche della Botanica andando dalla sistematica alla variabilità anatomica ed alla fisiologia vegetale. Di interesse e rilievo, soprattutto per l'epoca, gli studi su: introduzione e sfruttamento canna da zucchero, soja, cotone, piante a caucciù, graminacee da essenza e da foraggio ed altre piante di interesse economico, Effetto di prodotti per la protezione dei frutti di agrumi; Variazioni anatomiche di alcuni organi di arboricole in funzione del relativo habitat; Aspetti ed effetti fisiologici e biochimici in differenti specie vegetali anche per azione di fitormoni e altri prodotti chimici, Analisi dei contenuti e delle relative azioni di fiori e foglie di alcune specie di Aloe; Caratteristiche ed identificazione tassonomica di nuove specie vegetali, Revisione dell'Erbario storico del barone A. Porcari, Flora e vegetazione algale nel golfo di Palermo.
Al suo nome è intitolato il viale delle Chorisie dell'Orto Botanico.

## Alcune opere
- De Leo A., 1937. Intorno all'effetto della paraffinatura proposta per la conservazione degli agrumi ed i fenomeni della vita interna dei frutti paraffinati. Giorn. di Sc. Nat. ed Econom., Palermo; 10: 1-30.
- De Leo A., (in collaborazione), 1938. L'autarchia tessile e gli esperimenti su nuove varietà di cotone eseguiti nel R. Giardino Coloniale di Palermo. Boll. Studi ed Inform. del R. Giard. Col. di Palermo; 15: 64-72.
- De Leo A., 1939. La coltura della Canna edulis Ker-Gawl a fini industriali. Boll. Studi ed Inform. del R. Giard. Col. di Palermo; 16: 92-100.
- De Leo A., 1940. Esperimenti su diverse varietà di Soja eseguiti nel R. Giardino Coloniale di Palermo. Lavori del R. Ist. Bot. e del R. Giard. Col. di Palermo; 11: 144-167.
- De Leo A., 1944. Su alcune varietà di cotone esperimentati nel biennio 1940-1941 nel R. Giardino Coloniale di Palermo. Lavori del R. Ist. Bot. e del R. Giard. Col. di Palermo; 22: 82-96.
- De Leo A., 1952. Sulla Macadamia ternifolia F. Muell. "Queensland Nut" . Lavori del R. Ist. Bot. e del R. Giard. Col. di Palermo; 13: 115-123.
- De Leo A., 1956. Primi risultati sperimentali su nuove varietà di canne da zucchero introdotte nel Giardino Coloniale di Palermo per una eventuale ripresa della coltura in Sicilia. Lavori del Ist. Bot. e del Giard. Col. di Palermo; 15: 38-70.
- De Leo A., (in collaborazione),1960. Sul comportamento delle piante di Soja e dei principali componenti dei loro semi, in relazione alla concimazione, alla natura del terreno ed all'epoca della semina. Lavori del Ist. Bot. e del Giard. Col. di Palermo; 17: 113-130.
- De Leo A., (in collaborazione),1963. Ricerche sull'azione dell'acido gibberellico associato con alcune eteroauxine sull'assorbimento dell'acqua e sulla distensione cellulare, in funzione del pH . Lavori del Ist. Bot. e del Giard. Col. di Palermo; 19: 5-27.
- De Leo A., 1964. Caratteri biologici e distintivi di 46 nuove varietà di Soja esperimentate nel Giardino Coloniale di Palermo. Lavori del Ist. Bot. e del Giard. Col. di Palermo; 20: 39-106.
- De Leo A., 1965. L'erbario del Barone A. Porcari conservato nella Biblioteca Liciniana di Termini Imerese (Palermo). Lav. del Ist. Bot. e del Giard. Col. di Palermo; 21: 196-362.
- De Leo A. (in collaborazione), 1967. Flora e vegetazione algale del Golfo di Palermo: Litorale dell'Allaura; 21; 89-120.
- De Leo A., 1967. Una nuova avventizia nel Palermitano: Boerhavia repens Lin. ssp. viscosa (Choisy) Maire. Lav. Ist. Bot. Giardino Colon. Palermo; 22; 72-76.
- De Leo A. (in collaborazione), 1967. Flora e vegetazione algale del Golfo di Palermo; Lav. del Ist. Bot. e del Giard. Col. di Palermo; 22; 251-317.
- De Leo A. (in collaborazione), 1968. Ricerche sul contenuto di acido ascorbico nei fiori e nelle brattee , in via di sviluppo, di diverse specie di Aloe. Lav. del Ist. Bot. e del Giard. Col. di Palermo;  23; 5-36.
- De Leo A. (in collaborazione), 1970. Sulla distribuzione dell'acido ascorbico nelle diverse parti dei fiori e dei frutti, in via di sviluppo, di alcune specie di Aloe. Lav. del Ist. Bot. e del Giard. Col. di Palermo; 24; 209-226.